# Campeonato Europeo de Triatlón de 2025
El XLI Campeonato Europeo de Triatlón se celebrará en Estambul (Turquía) entre el 6 y el 7 de septiembre de 2025 bajo la organización de la Unión Europea de Triatlón (ETU) y la Federación Turca de Triatlón.